# The Bishop of the Ozarks
The Bishop of the Ozarks er en amerikansk stumfilm fra 1923 af Finis Fox.

## Medvirkende
- Milford W. Howard som Roger Chapman og Tom Sullivan
- Derelys Perdue som Margery Chapman
- Cecil Holland som Dr. Earl Godfrey
- William Kenton som Dr. Paul Burroughs
- R.D. MacLean
- Mrs. Milo Adams